# Szmaragdowy Budda

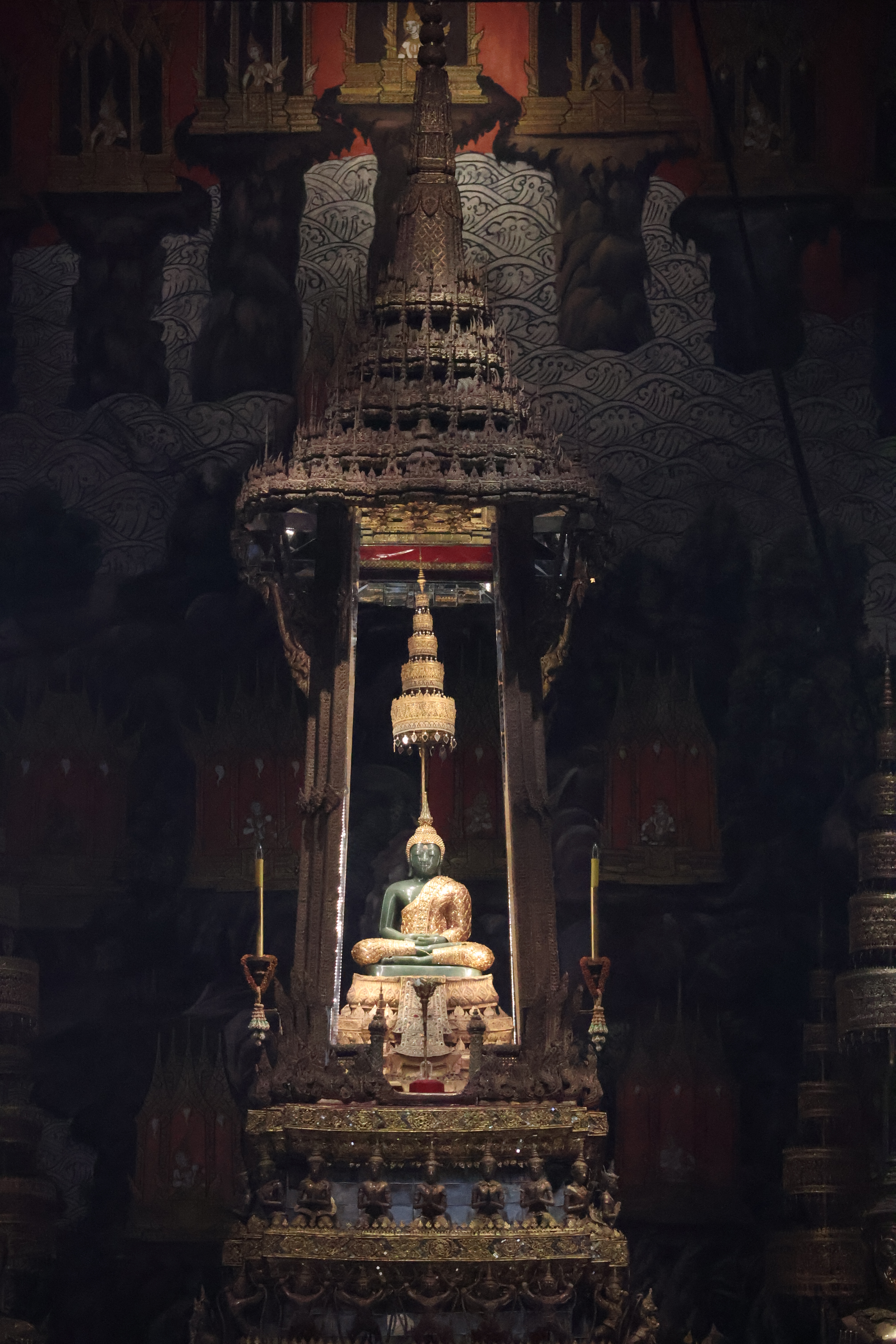
Szmaragdowy Budda

Szmaragdowy Budda język tajski: พระแก้วมรกต - Phra Kaew Morakot, oficjalna nazwa: พระพุทธมหามณีรัตนปฏิมากร - Phra Phuttha Maha Mani Ratana Patimakhon – narodowy skarb Tajlandii, figurka o wysokości 66 cm, przedstawiająca siedzącego Buddę przechowywana w świątyni Wat Phra Kaew w Bangkoku. Wbrew potocznej nazwie, nie jest zrobiona ze szmaragdów, tylko z zielonego jadeitu, w złotych szatach.